# Sinfonia n. 83 (Haydn)
La Sinfonia n. 83 in sol minore è la seconda delle sinfonie parigine (sinfonie numero 82-87), scritta dal compositore austriaco Franz Joseph Haydn nel 1785 e pubblicata da Artaria a Vienna nel dicembre 1787. È spesso conosciuta come la "sinfonia della Gallina".

## Il soprannome de "la Gallina"
Il soprannome deriva dall'impressione di chiocciare creata dal secondo tema del primo movimento, che ricorda all'ascoltatore il caratteristico movimento della testa della gallina.

## Organico
L'opera è stata scritta per un flauto, due oboi, due fagotti, due corni e sezioni d'archi.

## Movimenti
La sinfonia è suddivisa in quattro movimenti standard:
1. Allegro spiritoso, in sol minore/sol maggiore
2. Andante, in mi bemolle maggiore
3. Minuetto: Allegretto, in sol maggiore
4. Finale: Vivace, in sol maggiore

Il minuetto, costruito su un allegretto in sol maggiore, introduce un terzetto dominato dal flauto e raddoppiato all'ottava inferiore dai violini.

La sinfonia si apre con un tema tempestoso in sol minore. La triade minore è poi intensificata dalla dissonanza creata dal do diesis. I ritmi punteggiati che vi rispondono si trasformano poi in una fanfara.
Il secondo tema, in si bemolle maggiore, è incarnato dalle note ripetute dell'oboe solista contro gli appoggi dei primi violini. È questo motivo che ha dato alla sinfonia il soprannome di “La gallina”. Anche il ritmo puntato del secondo tema è un'allusione al ritmo del primo tema. Lo sviluppo si basa sull'esplorazione dei due temi in chiavi diverse. Inizia con il primo tema nella tonalità di do minore, seguito dal secondo tema in mi bemolle maggiore e poi in fa minore. Lo sviluppo termina con il primo tema sviluppato contrappuntisticamente nella tonalità dominante, aprendo la strada alla ricapitolazione. Tuttavia, mentre il primo tema è in sol minore, il secondo tema è in sol maggiore.
La durata approssimativa è di 25 minuti.